# Primeira-dama de Mato Grosso do Sul
Primeira-dama de Mato Grosso do Sul é o título da anfitriã do estado, tradicionalmente a esposa do governador do Mato Grosso do Sul. Embora o papel da primeira-dama nunca tenha sido definido oficialmente, ela figura proeminentemente na vida política e social do estado. Mônica Riedel é a atual primeira-dama de Mato Grosso do Sul, como esposa do 12.º governador, Eduardo Riedel.
Amélia Santana, esposa de Harry Amorim Costa, o primeiro governador de Mato Grosso do Sul (1979), é considerada a primeira primeira-dama do estado.
O papel da primeira-dama mudou consideravelmente. Ele passou a incluir o envolvimento em campanhas políticas, causas sociais e representação do governador em ocasiões oficiais e cerimoniais. Geralmente, as primeiras-damas de Mato Grosso do Sul, além de servirem como anfitriãs do estado e acompanharem o governador em eventos, engajam-se no ativismo e apoiam causas públicas em benefício da população do estado.

## Lista de primeiras-damas
1. Amélia Santana
2. Maria Antonina Cançado Soares[1][2]
3. Ilda Salgado[3]
4. Maria Aparecida Pedrossian[4][5]
5. Nelly Martins[6][7]
6. Fairte Tebet[8]
7. Maria Antonina Cançado Soares[2]
8. Maria Aparecida Pedrossian[4]
9. Nelly Martins
10. Gilda Gomes
11. Elisabete Maria Machado
12. Fátima Azambuja
13. Mônica Riedel